# 천태사교의

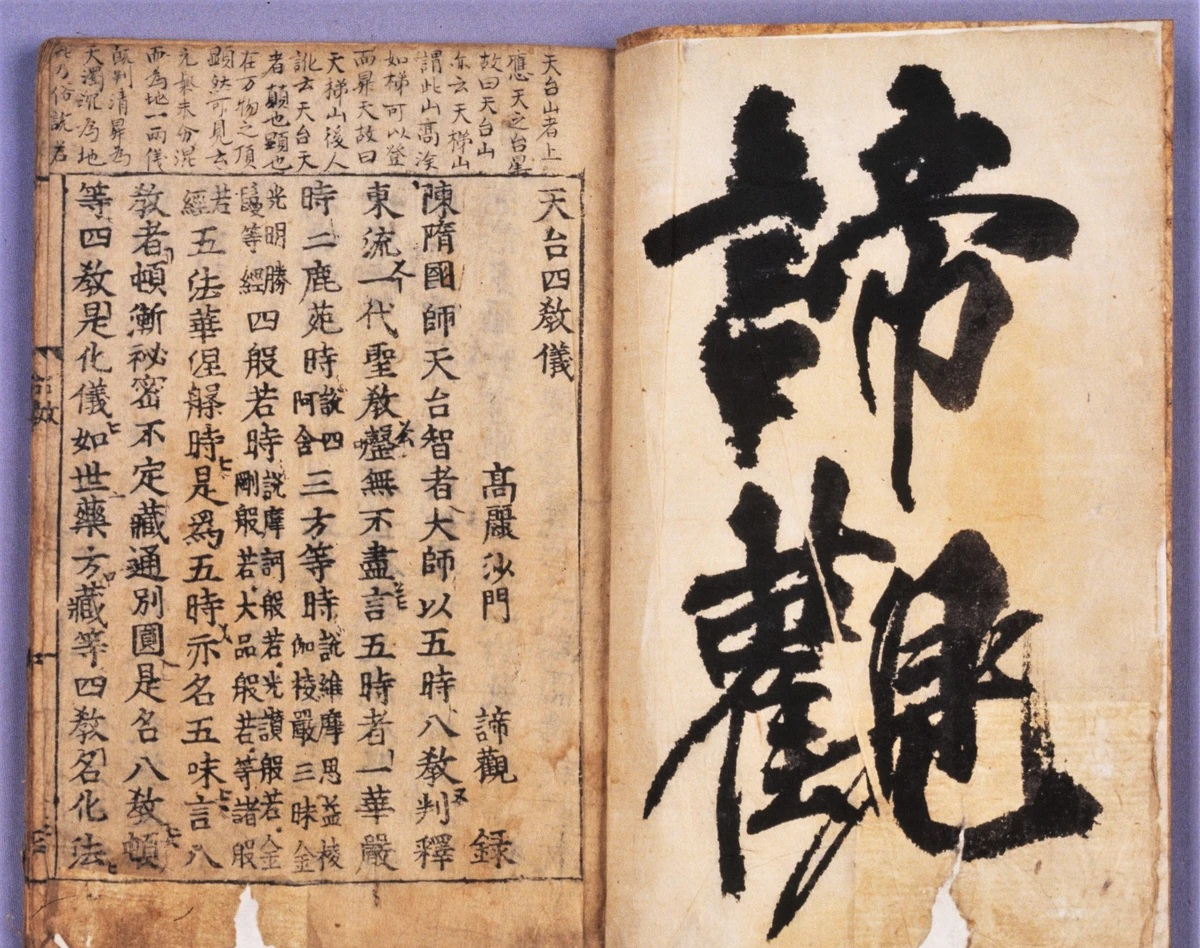

《천태사교의(天台四敎儀)》은 고려 초기의 승려인 제관(諦觀, ?∼970)이 저술한 서적으로 불교 중 천태종 교파의 교리를 해설한 책이다. 천태종 창시자인 지의(智顗, 538∼597)가 제시한 수행론(修行論)을 간결하게 정리하였다. 불교서적 중 보존상태가 양호하고 오래되어 사학계 및 불교계 등에서 활용할 수 있는 연구 자료로 평가되고 있다.

## 참고 문헌
- 『한국 천태종사』(원각불교사상연구원, 2010)